# Spandau Ballet
Spandau Ballet  ([ˈspændaʊ ˈbæl.eɪ]) — британская группа, созданная в 1979 году и конкурировавшая с Duran Duran за внимание британских и европейских слушателей. Поначалу играли синти-поп с налётом фанка, однако уже к 1981 году эволюционировали в сторону романтической поп-музыки, рассчитанной на самого широкого слушателя («новая романтика»). Песня True (1983), лидер многочисленных хит-парадов, признана одной из самых характерных и популярных композиций романтического направления в музыке 1980-х.

## История группы

### СозданиеSpandau Ballet. Поиски стиля
Группа была образована в 1976 году и первоначально называлась The Cut. Её основателями были Гери Кемп (гитара) и Стив Норман (гитара, позже — саксофон, перкуссия), школьные друзья, посещавшие Dame Alice Owen’s School в Айлингтоне. Побудительными мотивами для создания группы были общность музыкальных интересов и желание стать музыкантами. Вскоре к ним присоединился ученик той же школы Джон Кибл Втроём они начали репетировать в школьном зале во время большой перемены. На бас-гитаре стал играть Майкл Элиссон. Тони Хедли, который был знаком с Норманом, также был приглашён в коллектив в качестве основного вокалиста. Спустя несколько месяцев произошли некоторые изменения в составе, бас-гитаристом стал Ричард Миллер, также в группу пришёл брат Герри Кемпа, Мартин.
По прошествии некоторого времени, уже под названием Spandau Ballet, музыканты начали выступать в Лондоне, получая всё большее признание у публики. Группа в то время играла музыку в стиле ранних Rolling Stones или The Kinks. После посещения музыкантами Spandau Ballet таких клубов, как Billy’s и Blitz, где часто звучали Kraftwerk и Telex, стали исполнять собственные композиции, используя синтезаторы.
После ряда предложений от представителей звукозаписи, музыканты выбрали Chrysalis Records, с которой подписали контракт. Первым синглом стал To Cut a Long Story Short, который был выпущен спустя десять дней после того, как музыканты появились на публике. Сингл вошёл мгновенно в британский топ-5 в 1980. Хитами также стали синглы The Freeze и Musclebound. Дебютный альбом Journeys to Glory был сертифицирован как «золотой» в 1981. Звучание альбома отличается громоподобным вокалом, раскатистыми пассажами на малых барабанах, отчётливой партией ритм-гитары и отсутствием гитарных соло — всем тем, что позже будет общим местом для групп Новой романтики.
Следующий альбом Diamond вышел в свет в 1982; он также получил статус «золотого» диска и содержал в себе сингл Chant No. 1, в звучании которого заметно влияние стиля «фанк». Однако, с выходом следующих синглов выяснилось, что интерес к Spandau Ballet в Великобритании начал спадать, Paint Me Down добрался только до 30-го места, а She Loved Like Diamond не попал даже и в топ-40. Напротив, в США наметился некоторый успех группы, Chant No 1 добрался до 17-го места в танцевальных чартах.

### Международное признание
К 1983 году музыканты Spandau Ballet пригласили новых продюсеров — Тони Суэйна и Стива Джоли (до этого продюсером был Ричард Джеймс Берджес), намереваясь выработать новое, более гладкое и ориентированное на поп-музыку, звучание. Примерно в это же время Стив Норман переключился с гитары на саксофон. В марте 1983 был выпущен третий альбом True, который возглавил альбомные чарты во многих странах мира; хит-синглами стали композиции Gold и True (номер 1 в Великобритании). Кстати, Gold присутствует в игре GTA: Vice City.
Четвёртый студийный диск Parade  увидел свет в июне 1984, взятые с него синглы оказались успешными в чартах Европы, Океании и Канады. Открывающая альбом композиция Only When You Leave явилась последним хитом группы в США. В конце 1984 Spandau Ballet приняли участие в записи сингла в рамках проекта Band Aid, а 13 июля 1985 выступили на стадионе Уэмбли в концерте Live Aid.
Следующая работа Through the Barricades (1986), выпущенная на WEA/Universal и CBS Records, продемонстрировала желание музыкантов Spandau Ballet уйти от влияния соул и поп-музыки, характерного для True и Parade и вернуться к рок-музыке. Этот альбом, а также одноимённый сингл и сингл Fight For Ourselves были популярны в Европе и Австралии, но не в США.

### Распад и воссоединение
В 1989 году порядком подзабытая группа заявила о своём распаде. В 2005 между участниками группы шли переговоры о возможности воссоединения (музыканты неоднократно судились в прошлом по вопросу авторских прав на произведения), но закончились ничем.
25 сентября 2009 выпустили первый за 20 лет новый сингл. Релиз Once More состоялся 9 ноября, а уже 19 вышел новый лонгплей с тем же названием.
Новый альбом Spandau Ballet включил в себя как новые песни, так и несколько переработанных классических хитов. По словам гитариста и автора песен Гэри Кемпа (Gary Kemp), работа над новым материалом сплотила группу, и музыканты с нетерпением ждали гастролей в поддержку альбома. «Сейчас мы играем даже лучше, чем в прежние времена. Для нас новые песни — это способ показать, что Spandau Ballet вернулись на сцену не просто для того, чтобы играть проверенные временем старые хиты, но и для того чтобы бросить вызов чартам новыми треками», — заявил музыкант.
Концерты реюнион-тура группы Reformation Tour стартовали в ноябре 2009.
В 2010 году началось переиздание каталога группы, куда, помимо стандартных треков, в качестве бонусных дисков вошли и неизданные композиции, ремиксы и «живые» треки группы.

## Состав
Нынешний состав
- Тони Хедли — вокал
- Стив Норман — гитара, саксофон, перкуссия
- Мартин Кемп — бас
- Джон Кибли — ударные
- Гэри Кемп — гитара

Бывшие участники
- Майкл Эллисон — бас
- Ричард Миллер — бас

## Дискография
Студийные альбомы
- Journeys to Glory — 1981
- Diamond — 1982
- True — 1983
- Parade — 1984
- Through the Barricades — 1986
- Heart Like a Sky — 1989
- Once More — 2009